# Khormusà
El khormusà era una cultura del Paleolític superior que es va desenvolupar als actuals Egipte i Sudan. La seva cronologia compren el període 42.000 a 18.000 BP. El nom d'aquesta cultura prové d'un jaciment situat a Wadi Halfa, al nord del Sudan. El khormusà és el precursor de la cultura Halfana de l'Epipaleolític.
La indústria khormusana va començar a Egipte vers el 42.000 i 32.000 BP i va desenvolupar eines no només de la pedra, sinó també d'ossos d'animals i de minerals com l'hematites, gres, quars, riolita, calcedònia i àgata (raspadors, burins, punxons). També van desenvolupar petites puntes de fletxa semblants a les dels nadius americans; tanmateix no s'ha pogut trobar encara cap arc. Per altra banda s'ha deduït que els khormusans eren caçadors, recol·lectors i pescadors eficients, ja que la seva indústria apareix associada als jaciments amb abundants restes de peixos, búfals, gaseles, rosegadors, aus...
El final de la indústria khormusana se situa pels volts del 18.000 BP, amb l'aparició d'altres cultures a la regió, com ara la gemaiana.